# Erhard Ursinus
Erhard Ursinus (* 1706 wohl in Perleberg; † 6. September 1785 in Aken) war ein königlich preußischer Geheimer Kriegs-, Domänen- und Oberfinanzrat.

## Leben
Erhard Ursinus begann im November 1724 ein Jurastudium in Halle. Seit 1726 stand er in königlich preußischen Diensten, zunächst in der Steuerverwaltung in Ostpreußen. 1745 war Ursinus Holzkämmerer in Königsberg, gleichzeitig führte er das Prädikat Kriegsrat. Im November selben Jahres wurde er zum Königsberger Licentdirektor ernannt. Gegen Ende 1749 bilanzierte der dem König den vielbeachteten Stand der preußischen Licenteinnahmen. Nachdem sich der König 1750 in einem persönlichen Treffen in Königsberg mit Ursinus von dessen fachlichen Qualitäten überzeugt hatte, erhielt er den Auftrag die Licentkassen von Pillau und Memel regelmäßig zu revidieren und die dortigen Erträge zu steigern. Da ihm das offensichtlich gelang, avancierte er im Dezember 1751 zum Finanzrat im Generaldirektorium. Somit stand er dem V. Department vor und fungierte bis in die 60er Jahre als rechte Hand des Königs in Fragen des Handels und Gewerbes. Im März 1766 schloss er mit seinem Kursächsischen Amtskollegen die Meß-Commercien-Convention ab.
Im Oktober legte er einen kritischen Bericht zur Wirtschaftslage vor, der vom König kassiert wurde. Noch im Dezember wurde Ursinus auf die Feste Spandau verbracht, wo er für ein Jahr inhaftiert wurde. Umgehend nach seiner Haftentlassung verließ Ursinus Berlin und begab sich nach Aken, wo er als Privatmann seinen Lebensabend verbrachte. Ein Antrag auf Pension im November 1776 mit Hinweis auf 40 Dienstjahre wurde abgewiesen. Er verstarb 79-jährig an Schlagfluss.

## Familie
Louisa Elisabeth Ursinus (* 1705; † nach 1765), die vor 1740 den Lizentrat Johann Friedrich Schnell (* um 1740; † nach 1808) heiratete und als
Frau des Kaufmanns Schultz aus Perleberg verstarb, war vermutlich eine Schwester von Erhard Ursinus. Er selbst vermählte sich 1738 mit Regina Dorothea Maescovius (* 1713; † 1798), der dritten Tochter des Pfarrers am Löbenichtschen Hospital in Königsberg, Samuel Maescovius († vor 1738).
Aus der Ehe gingen fünf Söhne hervor:
- Christian Heinrich Ursinus (* 1746), Provinzial-Tabaksdirektor in Posen
- Carl Sigismund Ursinus (* 1747; † 1831) Ober-Akziserat,

⚭I Catharina Dorothea Elisabeth Gardemin
⚭II Marie Anne Cuny, Tochter des Johann Jacob Cuny († 1817), Kaufmann in Magdeburg
- Georg Ludwig Ursinus (* 1748; † 1792), Kriegs- und Domänenrat
- Theodor Gottlieb Ursinus (* 1749; † 1800), bis 1792 als Obergerichtsrat in Stendal, dann Geheimer Justizrath und Regierungsdirektor in Berlin

⚭ 1779 Sophie Charlotte Elisabeth Weingarten (* 1760; † 1836)
- August Friedrich Ursinus (* 1754; † 1805), Jurist, Sekretär bei General Graf v. Möllendorf, 1781 Geheimer expedierender Sekretär beim Generaldirektorium in Berlin, 1786 Kriegsrat, 1798 Geheimer Kriegsrat, Dichter und Dramatiker[4][5][6]

⚭I Christina Catharina Elisabeth Lieber, Tochter des Friedrich Wilhelm Lieber, Gildeältester in Berlin
⚭II 1790 Sophie Henriette Voigtel, Tochter des Traugott Fürchtegott Voigtel, Kriminalrat in Magdeburg